# 422

## Decese
- 5 septembrie: Papa Bonifaciu I papă (n. 370)
- dată necunoscută: Fa-Hsien  (n. 340)